# Intercanvi de notes
L'intercanvi de notes és la manera més simple de concloure un tractat internacional segons la Convenció de Viena sobre el Dret dels Tractats.
Freqüentment es tracta d'una nota firmada que remet el cap de missió de l'estat acreditant al ministre de relacions exteriors de l'estat receptor, o viceversa, en la qual proposa un acord, i que és resposta per una altra nota firmada d'aquest en la qual (freqüentment reproduint el text de la primera) es manifesta la conformitat.
Per a la conclusió d'un canvi de notes és necessari complir tots els tràmits exigits per a la conclusió d'un Tractat. Per això pot ser necessària l'obtenció prèvia de l'aprovació corresponent del poder legislatiu o del poder executiu i en el seu cas complir el requisit de la seva ratificació. Tanmateix, l'usual és utilitzar els canvis per a matèries que permetin una ràpida o més simplificada tramitació interna.